# Kamilla und der Dieb
Kamilla und der Dieb (Originaltitel Kamilla og tyven) ist ein norwegischer Film aus dem Jahr 1988 nach einer Erzählung von Kari Vinje. Regie führte Grete Salomonsen, die auch das Drehbuch schrieb. In Deutschland wurde der Film erstmals am 9. Februar 1992 auf Premiere gezeigt, bevor er 1993 auf Video veröffentlicht wurde.

## Handlung
Das kleine Waisenmädchen Kamilla lebt bei ihrem Onkel Ole und ihrer Tante Louise, die sehr wohlhabend sind. Doch als Louise beschließt, Kamilla auf ein Internat nach Dänemark zu schicken, handelt Ole und schickt Kamilla zu ihrer Schwester Sofie. Diese wohnt in Engstad und arbeitet bei der wohlhabenden Familie Sutton. 
Auf dem Weg dorthin trifft Kamilla den netten Sebastian Kåk, der gerade seine Arbeitsstelle verloren und seinen ehemaligen Chef bestohlen hat. Sebastian beschützt Kamilla und begleitet sie, nachdem sie den Zug verpasst hat, zu Fuß nach Engstad. Auf dem Weg dorthin begegnen die beiden dem ausgebrochenen Sträfling Joakim Jensen, der die beiden über Nacht festhält und ihnen Geld und Uhr stiehlt.
Nachdem Sebastian Kamilla sicher zu ihrer Schwester gebracht hat, verschwindet er, während Kamilla allmählich beginnt im Dorf Freundschaften zu schließen. 
Im Gegenzug zu seinen Anziehsachen und ein paar Diebstählen schafft es Sebastian derweil Kamillas Uhr von Joakim Jensen wieder zu bekommen. 
Als Kamilla, für eine Mutprobe, nachts das leerstehende Haus vom alten Simon betreten muss, trifft sie Sebastian wieder, der sich zusammen mit Joakim Jensen dort versteckt. Sebastian erzählt Kamilla, dass er ein Dieb ist. 
Nachdem Joakim Jensen mit den zusammen ergaunerten Schätzen verschwunden ist, beginnt Sebastian nachzudenken und fängt an in der Bibel zu lesen, die Kamilla nachts in der Hütte vergessen hat.
Als Kamilla ihm am nächsten Morgen Frühstück bringt, erzählt er ihr, dass er von nun an kein Dieb mehr sein will und schenkt ihr einen selbstgebastelten Drachen.
Doch als die beiden den Drachen fliegen lassen, werden sie von den Dorfbewohnern und vom Polizisten überrascht. Und obwohl Kamilla Sebastian drängt wegzulaufen, erklärt er ihr, dass er nun ins Gefängnis gehen muss, um seine Schuld abzusitzen.

## Fortsetzungen
Im Jahr 1989 erschien Kamilla und ihr Freund als Folgefilm.

## Kritiken
„Ein hübscher Abenteuerfilm für Kinder, der jedoch auch einige ängstigende Szenen enthält und dessen Konfliktlösungen etwas zu einfach ausfallen.“